# Инцидент с Boeing 747 над Южно-Китайским морем
Инцидент с Boeing 747 над Южно-Китайским морем — авиационная авария, произошедшая 25 июля 2008 года. Авиалайнер Boeing 747-438 авиакомпании Qantas выполнял плановый межконтинентальный рейс QF30 по маршруту Лондон—Гонконг—Мельбурн, но через 55 минут после вылета из Гонконга на его борту произошёл взрыв, приведший к взрывной декомпрессии и частичному разрушению салона. Экипаж аварийно снизил самолёт до высоты, пригодной для нормального дыхания пассажиров, и через 47 минут совершил аварийную посадку в аэропорту имени Ниноя Акино (Манила, Филиппины). Никто из находившихся на борту самолёта 365 человек (346 пассажиров и 19 членов экипажа) не пострадал.

## Самолёт
Boeing 747-438 (регистрационный номер VH-OJK, заводской 25067, серийный 857) был выпущен в 1991 году (первый полёт совершил 21 мая). 17 июня того же года был передан авиакомпании Qantas, в которой получил имя City of Newcastle. Оснащён четырьмя турбовентиляторными двигателями Rolls-Royce RB211-524G2. На день инцидента совершил 10 419 циклов «взлёт-посадка» и налетал 79 308 часов. 

## Экипаж
Состав экипажа рейса QF30 был таким:
- Командир воздушного судна (КВС) — 53-летний Джон Бартельс (англ. John Bartels). Очень опытный пилот, в течение 7 лет проходил службу в ВМС Австралии. В авиакомпании Qantas проработал 25 лет (с 1983 года). Налетал 15 999 часов, 2786 из них на Boeing 747-400.
- Второй пилот — Бернд Вернингхаус (англ. Bernd Werninghaus). Очень опытный пилот, налетал 12 995 часов, 5736 из них на Boeing 747-400.
- Сменный второй пилот — Пол Табак (англ. Paul Tabac). Опытный пилот, налетал 4067 часов, 2992 из них на Boeing 747-400.

В салоне самолёта работали 16 бортпроводников.

## Хронология событий
Рейс QF30 вылетел из Гонконга в 09:22 по местному времени. Его выполнял Boeing 747-438 борт VH-OJK, первый отрезок маршрута (Лондон—Гонконг) прошёл без происшествий. На борту рейса 030 находились 19 членов экипажа и 346 пассажиров.
В 10:17 (через 55 минут после взлёта) на борту самолёта раздался громкий хлопок и в полу нижней палубы образовалась дыра (также произошло несколько внутренних разрушений салона), а в фюзеляже в районе грузового отсека по правому борту около крыла образовалась пробоина. Давление в салоне тут же упало и выпали кислородные маски. По словам одного из пассажиров, паники в салоне не было (предположительно из-за того, что пассажиры находились в состоянии шока).
В 10:24 пилоты аварийно снизились с эшелона FL290 (8850 метров) до эшелона FL100 (3050 метров), на котором пассажиры могли нормально дышать. В 11:11 рейс QF30 совершил успешную аварийную посадку в аэропорту имени Ниноя Акино в Маниле (Филиппины). Все 365 человек на борту самолёта выжили; о раненых не сообщалось, но некоторые пассажиры впоследствии пожаловались на ощущение тошноты при выходе из самолёта.

## Расследование
Расследование причин инцидента с рейсом QF30 проводило Австралийское бюро безопасности на транспорте (ATSB).
Согласно осмотру пострадавшего самолёта, отверстие в фюзеляже было в форме перевёрнутой буквы T шириной 2,01 метра и длиной 1,52 метра. Оно располагалось в нижней части фюзеляжа по правому борту ниже пассажирского салона в грузовом отсеке рядом с правым крылом. Багаж и груз, находившиеся в этом месте грузового отсека, не пострадали.
Несколько пассажиров рейса 030 сообщили, что некоторые кислородные маски не раскрывались или не работали. Многие пассажиры не могли нормально дышать, пока самолёт не снизился до 3050 метров.
Вскоре следователи ATSB установили, что причиной взрывной декомпрессии стал взорвавшийся кислородный баллон. Авиакомпании Qantas было приказано проверить исправность работы кислородных баллонов на всех Boeing 747-400 в их авиапарке.
Окончательный отчёт расследования ATSB был опубликован 22 ноября 2010 года.

## Последствия инцидента

### Дальнейшая судьба самолёта
Ремонт
Ремонт самолёта проводился в Маниле, после чего он был перенаправлен в аэропорт Авалон, где было заменено только внутреннее обустройство самолёта — ковры и обшивку кресел. Когда 18 ноября 2008 года весь ремонт был завершён, лайнер снова получил повреждения при столкновении с другим Boeing 747 авиакомпании Qantas.
Эксплуатация
В итоге борт VH-OJK был возвращён в эксплуатацию в январе 2009 года, а в декабре того же года был выведен из эксплуатации. 19 октября 2011 года был передан нигерийской авиакомпании Max Air и его б/н сменился на 5N-HMB. В апреле 2017 года был поставлен на хранение в авиапарке Пинал, где находится по сей день.

### Номер рейса
Номер рейса QF030 использовался на маршруте Гонконг—Мельбурн и по нему летал Airbus A330, но в 2020 году был отменён из-за пандемии COVID-19. Впоследствии был возобновлён в 2023 году.